# هیده‌آکی نیتانی
هیده‌آکی نیتانی (انگلیسی: Hideaki Nitani; ۲۸ ژانویهٔ ۱۹۳۰ – ۷ ژانویهٔ ۲۰۱۲ (۸۱ سال)) بازیگر اهل ژاپن بود. وی بین سال‌های ۱۹۵۷ تا ۱۹۹۲ میلادی فعالیت می‌کرد.
از فیلم‌ها یا برنامه‌های تلویزیونی که وی در آن نقش داشته‌است می‌توان به خورشید باکوماتسو اشاره کرد.